# Teen Titans
Die Teen Titans (später auch als The New Teen Titans, The New Titans und The Titans bekannt) sind eine Superheldengruppe bestehend aus Teenagern aus dem DC-Universum.

## Silver Age
Die Teen Titans erschienen erstmals im Juli 1964 in Nummer 54 von The Brave and the Bold und wurden als Junior-JLA dargestellt. Das Team bestand aus Robin I, Kid Flash I und Aqualad, die sich wie ihre Vorbilder zusammenschlossen. Kurze Zeit später schloss sich Wonder Girl I ihnen an, die zwar schon zuvor eingeführt wurde, aber nun eine ganz andere Rolle erhielt, deren Herkunft erst in den 80ern erklärt wurde.
Die Teen Titans wurden so populär, dass sie 1966 ihre erste eigene Serie erhielten. Speedy, der später als Mitgründer genannt wird, sowie einige andere traten dem Team bei: Lilith Clay, Mal Duncan, Hawk und Dove. Ehrenmitglieder der Gruppierung waren Aquagirl und Gnarrk.
Der Grundton schwankte zwischen den lockeren 1960ern und dem Ernst des Vietnamkrieges. In einer Storyline bringt der Tod eines Friedensaktivisten das Team dazu, ihre Ziele und Aufgaben zu überdenken. Als Konsequenz schließen die aktiven Mitglieder der Teen Titans sich Mr. Jupiter an – einem Wissenschaftler, der zu einer Art Vaterfigur wird – und Robin verlässt das Team kurzzeitig, um zu studieren. 
Das ursprüngliche Team hatte Auftritte in der 1960er Serie The Superman/Aquaman Hour of Adventure. In den 1970ern wurde die Serie wegen abflachendem Interesse mit der Nummer 43 eingestellt.
Ab 1976 wurde die Serie mit den Nummern 44 bis 53 fortgeführt. Die Serie wurde quer durch verschiedene Handlungsstränge geführt, ohne sich auf ein bestimmtes Thema zu fokussieren. Zwei Themen wird allerdings mehr Aufmerksamkeit gewidmet: Jokers Tochter und das Team „Teen Titans West“. Neben der schon genannten Tochter des Jokers traten Bumblebee, Batgirl, Golden Eagle und Beast Boy den Teen Titans bei.

## The New Teen Titans
Die Titans erhielten 1980 eine neue Serie: The New Teen Titans. Das neue Team bestand aus den schon bekannten, nun jungen Erwachsenen Robin I, Wonder Girl I und Kid Flash I. Beast Boy wurde unter dem neuen Namen Changeling wieder in die Serie gebracht. Neben ihm tauchten auch einige neue Gesichter auf: Cyborg, Starfire und Raven. Gemeinsam bekämpften sie Ravens Vater, den Dämon Trigon.
Es wurde spekuliert, dass die New Teen Titans die Reaktion von DC auf Marvels populäre X-Men waren, denn beide Teams beinhalteten junge Erwachsene, die sich mehr mit ihren eigenen Konflikten beschäftigen, als Superschurken zu bekämpfen. Davon abgesehen waren beide Serien Instrumente, um Comics charakterbezogener zu gestalten.
Auch die Charaktere der Feinde waren nicht weniger komplex angelegt. Der Söldner Deathstroke greift die Titans an, um die Aufgabe zu beenden, die sein verstorbener Sohn nicht erfüllen konnte. Währenddessen wird das Team von der psychopathischen Terra I infiltriert, die sie vernichten will. Ebenso wurde in diesem Storybogen gezeigt, wie Dick Grayson zu Nightwing wurde. Auch der Monitor, der durch die Crisis on Infinite Earths bekannt wurde, tauchte in der Serie auf.
1982 erschien die vierteilige Miniserie Tales of the New Teen Titans, die die Hintergrundgeschichten von Cyborg, Raven, Starfire und Changeling erläuterte.
Andere interessante Geschichten waren A Day in the Life …, welche das Privatleben der Protagonisten beleuchtete, Wer ist Donna Troy, in der Robin Wonder Girls wahre Identität herausfindet und We are Gathered Here Today, in der man Wonder Girls Hochzeit nachlesen kann.
1984 wurde die Serie über ein Jahr hinweg wegen vertriebstechnischer Ursachen Tales of the New Teen Titans genannt, sie hatte aber mit der älteren Miniserie gleichen Namens nichts zu tun. Tales of the New Teen Titans lief bis zur Nummer 91, obwohl in den höheren Ausgaben (ab Nr. 60) nur noch Reprints der neuen gestarteten Serie New Teen Titans (2nd Series) erschienen. Die neugestartete Serie 'The New Teen Titans' führte somit die Haupthandlung des Superheldenteams weiter. Ausgabe #1 löste einige Kontroversen aus, weil Nightwing und Starfire zusammen im Bett gezeigt wurden, obwohl schon zuvor erläutert wurde, dass die beiden ein Paar sind.
Nach der #5 wechselten die Autoren der Serie einige Male, so dass die Serie ins Schlingern geriet und keine klare Linie hatte. Die Ausgaben #50 bis #61 wurden wieder von einem Autor geschrieben. Die Serie erhielt in dieser Zeit einen neuen Titel: The New Titans. Darin wurde eine neue Herkunftsgeschichte von Wonder Girl alias Troia erzählt.
Später wurden neue Charaktere eingeführt, alte radikal geändert und die Serie sieben Jahre laufen gelassen. In der Nummer #130, mit der die Serie eingestellt wurde, hatte das Team mit dem ursprünglichen kaum noch etwas zu tun.
Neben den schon genannten waren diese in der Zeit Mitglieder des New Teen Titans Teams:
Jericho, Kole und Danny Chase. Im The New Titans Team waren es Phantasm, Pantha, Red Star, Impulse, Damage, Green Lantern, Supergirl, Rose Wilson, Minion und Baby Wildbeest. Das Team Titans bestand aus Killowat, Mirage, Terra II, Redwing, Dagon, Prester Jon und Battalion.

## Teen Titans (Vol. 2)
Eine komplett unabhängige Gruppe begann ihre Abenteuer 1996 in einer neuen #1. Die bis zur #24 andauernde Serie hatte ein Team, das von dem durch die Zero Hour verjüngten Atom angeführt wurde. Mitglieder waren Atom, Argent, Risk, Joto, Prysm, Captain Marvel Jr. und Fringe.

## The Titans
Die dreiteilige Miniserie JLA/Titans läutete eine neue Serie ein, die wieder mit der #1 begann (1999). In der Miniserie wurde neben dem letzten Team jeder Titan aus den bisherigen Serien gezeigt. Diese Reinkarnation des Teams bestand aus Nightwing, Troia, Arsenal, Tempest II, Flash III, Starfire II, Cyborg, Damage, Jesse Quick und Argent. Die Serie wurde bis zur #50 im Jahr 2002 fortgesetzt.
Danach folgte das Titans/Young Justice: Graduation Day-Crossover, welches direkt zur neuen Teen Titans Serie überleitete und die Grundlage für die neue Outsiders Serie bot.
Kurzzeitig existierte auch die Gruppierung namens Titans L.A. mit den Mitgliedern Beast Boy, Flamebird, Terra II, Captain Marvel Jr., Bumblebee, Herald, Hero Cruz und Bushido.

## Teen Titans ab 2003
2003 startete eine neue Serie mit den Mitgliedern Cyborg, Starfire, Beast Boy, Robin, Superboy, Wonder Girl II, Kid Flash II (zuvor Impulse). Raven stieß in den ersten Ausgaben dazu, sowie später Speedy II.

## Die Neuen Teen Titans
2007 startete nach der Infinite Crisis und dem Jahr danach (in dem über 20 verschiedene junge Superhelden Mitglied im Team waren, es jedoch bald darauf wieder verließen) ein neues Teen-Titans-Team mit den Mitgliedern Robin III, Cyborg und Raven sowie den neuen Mitgliedern Ravager und Jericho (Deathstrokes Tochter und Sohn), Kid Devil (Blue Devils „Sidekick“) sowie Miss Martian (eine trotz ihrer weißen Farbe nicht bösartige Marsianerin). Ferner kamen noch zwei „Hausmeister“ für den Titans Tower hinzu, hochintelligente Zwillinge, die die allgemeinen Wartungsaufgaben übernehmen und auch den nach der Infinite Crisis ein Jahr inaktiven Cyborg repariert und komplettüberholt hatten.